# Cirea
Cirea is een bestuurslaag in het regentschap Kuningan van de provincie West-Java, Indonesië. Cirea telt 1721 inwoners (volkstelling 2010).